# Kedungpedaringan
Kedungpedaringan is een bestuurslaag in het regentschap Malang van de provincie Oost-Java, Indonesië. Kedungpedaringan telt 3318 inwoners (volkstelling 2010).